# جرج پیرانیان
جرج پیرانیان (ارمنی: Ջորջ Փիրանյան; انگلیسی: George Piranian؛ ۲ مهٔ ۱۹۱۴ – ۳۱ اوت ۲۰۰۹) یک دانشمند در زمینه آنالیز ریاضی اهل ایالات متحده آمریکا-سوئیس بود. وی ارمنی‌تبار و سوئیسی‌تبار بود. پیرانیان در سطح جهانی به خاطر تحقیقاتش در آنالیز مختلط، مشارکتش به همراه پل اردیش، و ویرایش در مجله ریاضی میشیگان شناخته شده است.